# Шайновце
Шайновце или Шайновци (на албански: Shajnë, на сръбски: Шајиновац) е село в община Драгаш, Призренски окръг, Косово. Населението възлиза на 1069 жители според преброяването от 2011 година.

## География
Шайновце е разположено на границата на географския район Ополе с Гора, като двата района през 2000 година са обединени в единната община Драгаш. Селото е разположено само на половин километър северно от градчето Драгаш и е фактически свързано с него.

## История
Според руския консул в Призрен Иван Ястребов Шайновце към 1880-те години е последното гранично село на Ополе. В селището освен преобладаващия албански някои жени все още говорели „сръбски“ език.
През Първата световна война езиковедът Стефан Младенов от българската научна експедиция установява, че Шайновци е вече изцяло албанско село.
Преброяването през 2011 година регистрира в селото 1069 албанци и само 1 горанин.